# Siptenfelde
Siptenfelde is een plaats en voormalige gemeente in de Duitse deelstaat Saksen-Anhalt, en maakt deel uit van de Landkreis Harz.
Siptenfelde telt 605 inwoners.